# Agabus basalis
Agabus basalis là một loài bọ cánh cứng trong họ Bọ nước. Loài này được Gebler miêu tả khoa học năm 1829.